# ブランドン・リオス
ブランドン・リオス（Brandon Rios、1986年4月29日 - ）は、アメリカ合衆国の男性プロボクサー。テキサス州ラボック出身。元WBA世界ライト級レギュラー王者。世界タイトルマッチで2度体重超過をしている。

## 来歴
父親はメキシコ人で屠畜場で働いており、リオスは生き方について大きな影響を受けたと語っている。リオスは若いころ非常に荒れており、高校を喧嘩で退学、喧嘩、盗み、飲酒で数え切れないほど逮捕されたと自身で語っている。2010年8月に現在の妻と結婚、2人の連れ子を含めて5人の子供がいる。

### アマチュア時代
2003年、ナショナル・ゴールデン・グローブに出場するが準々決勝でミッキー・ベイに敗退。
2004年、全米選手権にフェザー級(57kg)で出場し優勝。ナショナル・ゴールデン・グローブに出場するが準々決勝で敗退。アテネオリンピック国内予選選考会を勝ち抜くが、国内最終選考会でミッキー・ベイに敗退した。
アマチュアの戦績は230勝35敗。

### プロ時代
2004年7月23日、プロデビュー戦を3回TKO勝ち。以後、1度の引き分けを挟み24連勝。この頃にリオスの当時のガールフレンドにちょっかいをかけてきた男を殴ってしまい、顎を骨折させ、暴行罪で刑務所で3ヶ月を過ごしている。
2009年10月、トップランクと契約。
2010年2月6日、ホルヘ・ルイス・テロン（アメリカ）とNABF北米ライト級王座決定戦を行い、3回TKO勝ちを収め王座獲得に成功した。
2010年9月11日、WBA世界ライト級2位のアンソニー・ピーターソン（アメリカ）とWBA世界ライト級王座挑戦権を行い、7回終了時に失格勝ちを収めWBA王座への挑戦権獲得に成功した。
2010年11月、マニー・パッキャオのトレーナーでパーキンソン病を患っているフレディ・ローチの物真似をして物議を醸した（後日ローチに直接謝罪）。
2011年2月26日、ラスベガスのパームス内ザ・パールでWBA世界ライト級レギュラー王者ミゲル・アコスタ（ベネズエラ）に指名挑戦者として挑戦し、合計3度のダウンを奪った末に最後はアコスタ陣営のタオル投入による棄権で10回TKO勝ちを収めて、世界王座獲得に成功した。
2011年7月9日、カリフォルニア州のホーム・デポ・センター・テニスコートでウルバノ・アンティロン（メキシコ）と戦い、3回2分39秒TKO勝ちを収め初防衛に成功した。
2011年12月3日、マディソン・スクエア・ガーデンにてミゲール・コット対アントニオ・マルガリートの前座でジョン・マレー（イギリス）と対戦し2度目の防衛を目指す予定だったが前日計量でリオスに体重超過があり王座を剥奪されたため、リオスが勝てば王座は空位となりマレーが勝てば新王者となる条件で試合は行われ、リオスが11回TKO勝ちを収めたため王座は空位となった。
2012年4月14日、ラスベガスのマンダレイ・ベイ・イベント・センターでWBA世界ライト級暫定王者のリカルド・アブリル（キューバ）とWBA世界ライト級王座決定戦を行う予定だったが、またしても前日軽量でリオスに体重超過があり計量失格となったため、アブリルが勝った時のみ新王者になるという条件での試合となり、リオスが12回2-1（111-117、116-112、115-113）の判定勝ちを収めた為、暫定王座も空位となったかに思われたが、WBAが後日その試合を検証し、同年4月16日、正規王座を空位のままにし、アブリルに暫定王座を差し戻すことを明らかにした。
2012年10月13日、カリフォルニア州のホーム・デポ・センター・テニスコートでWBO世界スーパーライト級1位のマイク・アルバラード（アメリカ）とWBOラテンアメリカスーパーライト級王座決定戦を行い、7回1分57秒TKO勝ちを収め王座獲得に成功した。
2013年3月30日、ラスベガスのマンダレイ・ベイ・イベント・センターでWBO世界スーパーライト級2位のマイク・アルバラードとWBO世界スーパーライト級暫定王座決定戦をダイレクトリマッチで行い、5ヵ月ぶりの再戦で雪辱を許すと共にプロ初黒星となる12回0-3（2者が113-115、113-114）の判定負けを喫し王座獲得に失敗した。
2013年11月23日、マカオにあるザ・ベネチアン・マカオ内コタイ・アリーナにて、WBOが新たに設立したWBOインターナショナルウェルター級王座を賭け、元世界6階級制覇王者マニー・パッキャオと対戦したが終始パッキャオにペースを握られ12回0-3（108-120、109-119、110-118）の大差判定負けを喫した。リオスは「正直言って、パッキャオのパンチ力はほとんど感じなかったな。アルバラードのパンチのほうが強かったよ。パッキャオのスピードとやりにくさにやられちまったな。」と述べた。試合後のドーピング薬物検査でリオスから禁止薬物の興奮剤が検出され出場停止処分が課せられた。薬物検査団体のVADAによって通常より厳しいドーピング薬物検査が行われていた。
2014年8月2日、ザ・コスモポリタン内チェルシー・ボール・ルームで元WBA世界ウェルター級王者ディエゴ・ガブリエル・チャベスとウェルター級契約10回戦を行う。しかし荒れた試合展開となり、3回にホールディングでチャベスが減点、5回にテイクダウンをしたとしてリオスが減点、8回にはリオスの顔に酷くグローブを押し付けたとしてチャベスから2度目の減点、9回にはプロレス技のDDTのような状態で両者がマットへ倒れこみ、ここでの減点は無かったが、それまでにもレフェリーはバッティングやエルボーなどで両者に再三注意を与えていたことで、再び両者がもみ合ったところでチャベスの反則負けを宣言し、すっきりしない終わり方ながらもリオスは9回1分26秒失格勝ちを収め、2連敗の後の再起に成功した。試合終了時の採点は、75-74で2者がチャベス、75-74で1者がリオスと1ポイントながらチャベスがリードしていた。なお、入国システムの不調が原因で入国ビザの発給が遅れたことで、アルゼンチンから15時間のフライトを経て試合2日前にようやくチャベスがアメリカ入りをするなど、試合前からドタバタがみられた。
2015年1月24日、コロラド州ブルームフィールドでマイク・アルバラードと3度目の対戦。初回から一方的にパンチを当て続け、3回終了後にコーナーでアルバラードがリングドクターが示した指の本数を数えられなかった事でレフェリーストップ勝ちを収めた。2月10日、WBOの2015年2月度の月間MVPに選出された。
2015年11月7日、ラスベガスのトーマス&マック・センターでWBO世界ウェルター級王者ティモシー・ブラッドリーと対戦し、9回に2度ダウンを奪われ9回2分49秒TKO負けを喫し2階級制覇に失敗した。試合後の記者会見で、「俺の体は以前と同じじゃ無くなった。多くの激闘を経験した。もう辞める時だと思う。これ以上戦えるとは思えない。引退する時だ。」と発言し、引退を表明した。
2017年6月11日、引退を撤回してアル・ヘイモンと契約してTGBプロモーションズに移籍し、約1年7カ月ぶりに試合を行いアーロン・ヘレラと対戦し7回TKO勝利で復帰戦を飾った。
2018年2月17日、マンダレイ・ベイ・イベント・センターで元2階級制覇王者でWBC世界ウェルター級2位のダニー・ガルシアとWBC世界ウェルター級挑戦者決定戦を行い、9回2分25秒TKO負けを喫しキース・サーマンへの挑戦権獲得に失敗した。この試合でガルシアは125万ドル（約1億3000万円）、リオスは50万ドル（約5500万円）のファイトマネーを稼いだ。
2018年10月27日、エディー・ハーンのマッチルーム・スポーツ・USAと契約した。
2019年2月23日、メキシコ・ティフアナのオーディトリオ・ミューニシパルでウンベルト・ソトとノンタイトル12回戦で対戦し、判定負けを喫した。

## 獲得タイトル
- NABF北米ライト級王座（防衛0=返上）
- WBA世界ライト級レギュラー王座（防衛1=剥奪）
- WBOラテンアメリカスーパーライト級王座